# Juan de Celaya
Juan de Celaya, né vers 1490 à Valence et mort dans cette même ville le 6 décembre 1558, est un philosophe et théologien espagnol.

## Biographie
Fils d’un chevalier ayant participé à la reconquête de Grenade, Juan de Celaya est venu à Paris dans les premières années du XVIe siècle. Il étudia au Collège de Montaigu où il devint bachelier ès arts en 1509. Il enseigna ensuite la logique et la philosophie naturelle au Collège de Coqueret, jusqu’en 1515, date de la première publication de ses Summulae logicales. Il passa ensuite au collège de Saint Barbe, et se tourne vers la théologie. Il eut pour maîtres directs certains des premiers élèves de John Mair, à savoir Jean Dullaert et Gaspar Lax, et il y était également le disciple de Juan Martínez Guijarro, le futur cardinal Silíceo. Durant sa période d’enseignement à Paris, Juan de Celaya fait partie de ceux qui poursuivirent le plus consciemment la logique nominaliste au début du XVIe siècle. En physique, il contribua à populariser les thèses des mathématiciens médiévaux du Merton College d’Oxford, les fameux Calculatores, importantes surtout pour le mouvement des corps, la vélocité et les phénomènes d’accélération. En 1524, il retourna à Valence, où il devint professeur de théologie et occupa même la fonction de recteur. Son rôle dans la restructuration du studium de Valence fut important.

## Œuvres
- Expositio in primum tractatum Summularum magistri Petri Hispani (Paris, Jean du Pré / Jacques Le Messier, 1515) ; (Caen, M. Augier, s.d.) ; (Parisiis, Venalia prostant in Clauso Brunello, sub signo Scuti Britannie, 1525) ; (Valentiae, 1528-29).
- Dialecticae introductiones (Paris, expensis Nicolai de Pratis & Jean de Gourmont, c. 1512) ; Dialectice introductiones, sive Termini magistri Joannis de Celaya, Valentini cum nonnullis (magistri Joannis Ribeyro Ulyxbonensis, sui discipuli) additionibus, recenter impresse, et per eundem sue integritati restitute (Imprimé à Caen par Laurens Hostingue, pour Michel Augier, s.d.) ; (Paris, Le Fèvre, c. 1520) ; (Valencia, 1528).
- Insolubilia et obligationes magistri Joannis de celaya valentini (Parisiis, Hémon Le Fèvre, c. 1517).
- Magna exponibilia, magistri Joannis de Celaya, Valentini cum parviis ejusdem, nuperrime impressa atque ab eodem sue integritati restituta (Caen, Augier, s.d.) ; (Paris, Le Fèvre, 1518).
- Magnae suppositiones, magistri Joannes de Celaya, Valentini (Paris, Le Fèvre, 1516) ; cum parvis ejusdem a magistro Johanne Ribeyro novissime castigate sueque integritati restitute et de novo Cadomi impresse (Caen, M.A. Angier, 1527).
- Expositio in in librum Predicamentorum Aristotelis, cum questionibus ejusdem, secundum viam triplicem beati Thome, realium et nominalium (Paris, Le Fèvre, 1516) ; novissime accuratiori lima revisa, cum nonnullis additionibus pro lucidiori intelligentia vie nominalium Joannis Quintini Hedui ejus discipuli (Parisiis, Prigent Calvarin In clauso brunello ad insigne geminarum cipparum, 1520) ; (Parisiis, 1527).
- Expositio magistri Johannis de Celaya, Valentini, in librum Predicabilium Porphyrij cum questionibus ejusdem secundum triplicem viam beati Thome, realium et nominalium (Parisiis, Hémon Le Fèvre, 1516).
- Expositio magistri Iohannis de Celaya valentini in libros priorum Aristotelis cum eiusdem divinorum tractatu (Parisiis, Le Fèvre, c. 1506).
- Expositio in libros Posteriorum Aristotelis, cum quaestionibus secundum varias doctorum sententias, beati Thomae, Scoti, Ockham, Gregorii de Arimino et aliorum doctorum nominalium (Paris, Le Fèvre, 1517) ; (Paris, 1521).
- Expositio in libros Aristotelis de generatione et corruptione cum quaestionibus (Parisiis, ab Hemundo le Feuvre, 1518).
- Expositio in octo libros physicorum Aristotelis cum quaestionibus, secundum triplicem viam beati Thomae realium et nominalium (Parisiis, ab Hemundo le Feuvre / impr. Jean du Pré et Jacques Le Messier, 1517).
- Expositio in quatuor libros de coelo et mundo Aristotelis cum quaestionibus (Parisiis, ab Hemundo le Feuvre, impr. J. du Pré et J. Le Messier, 1518).
- Aurea expositio clarissimi artiu et theologie professoris magistri Joannis de Celaya valentini, doctoris Parisiêsis In decem libris Ethicorum Aristotelis Argyropilo bysantio traductore, cum questiô ibus atq : dubiis varias difficultates morales & theologicas enodâtib (Parisiis, in edibus Hedmondi Le Febvre & Petri Viart, 1523).
- Clarissimi resolutissimique ac proinde doctissimi Doctoris Parisiensis Magistri Joannis a Celaia Valentini scripta, quam brevissima pariter et absolutissima adde etiam et omnium quae hactenus scripta sunt, facile clarissima in Quartum volumen Sententiarum, quae in Valentino Gymnasio die Jovis quarto decimo calendas Novembris... inchoata sunt, anno a Christo nato 1525, quibusque iustissimus colophon additus est die martis ad octavum calendas octobreis anno 1526 (Valentiae, 1528).
- Clarissimi resolutissimique ac proinde doctissimi Doctoris Parisiensis Magistri Joannis a Celaia Valentini scripta, quam brevissima pariter et absolutissima adde etiam et omnium quae hactenus scripta sunt, facile clarissima in Tertium volumen Sententiarum (Valentiae, 1530).
- Clarissimi resolutissimique ac proinde doctissimi Doctoris Parisiensis Magistri Joannis a Celaia Valentini scripta, quam brevissima pariter et absolutissima adde etiam et omnium quae hactenus scripta sunt facile clarissima in Secundum volumen Sententiarum (Valentiae, 1531).
- Clarissimi resolutissimique ac proinde doctissimi Doctoris Parisiensis Magistri Joannis a Celaia Valentini scripta, quam brevissima pariter et absolutissima adde etiam et omnium quae hactenus scripta sunt facile clarissima in Primum volumen Sententiarum (Valentiae, 1531).